# 1. Liga (Polen) 2024/25
Die 1. Liga 2024/25, aus Sponsorengründen auch Betclic I-Liga genannt, war die 76. Spielzeit der zweithöchsten polnischen Fußball-Spielklasse der Herren werden. Sie begann am 19. Juli 2024 und endete am 25. Mai 2025.

## Modus
Die 18 Mannschaften spielten an 34 Spieltagen jeweils zweimal gegeneinander; einmal zuhause und einmal auswärts. Der Tabellenerste und -zweite stiegen direkt in die Ekstraklasa auf. Die Teams auf den Plätzen drei bis sechs ermittelten in den Play-offs den dritten Aufsteiger. Die drei letzten Teams stiegen ab.

## Teilnehmer
Absteiger aus der Ekstraklasa sind ŁKS Łódź, Ruch Chorzów und Warta Poznań. Aufsteiger aus der dritten polnischen Liga sind Pogoń Siedlce, MKP Kotwica Kołobrzeg und Stal Stalowa Wola.
| Verein                       | Stadt        | Stadion                                        | Kapazität |
| ---------------------------- | ------------ | ---------------------------------------------- | --------- |
| Wisła Krakau                 | Krakau       | Henryk-Reyman-Stadion                          | 33.3260   |
| ŁKS Łódź                     | Łódź         | ŁKS-Stadion                                    | 18.0290   |
| Arka Gdynia                  | Gdynia       | Stadion Miejski                                | 15.1390   |
| GKS Tychy                    | Tychy        | Stadion Miejski                                | 15.1500   |
| Wisła Płock                  | Płock        | Kazimierz-Górski-Stadion                       | 12.8000   |
| Stal Rzeszów                 | Rzeszów      | Stadion Miejski                                | 12.7000   |
| Ruch Chorzów                 | Chorzów      | Stadion Miejski                                | 9.300     |
| Górnik Łęczna                | Łęczna       | Górnik-Łęczna-Stadion                          | 7.200     |
| Polonia Warschau             | Warschau     | Polonia-Warschau-Staion                        | 7.150     |
| Miedź Legnica                | Legnica      | Stadion Orła Białego                           | 6.244     |
| Odra Opole                   | Opole        | Stadion Miejski                                | 5.500     |
| Bruk-Bet Termalica Nieciecza | Nieciecza    | Stadion Bruk-Bet                               | 4.595     |
| Stal Stalowa Wola            | Stalowa Wola | Podkarpackie Centrum Piłki Nożnej              | 3.764     |
| Warta Posen                  | Posen        | Stadion Respect Energy (Grodzisk Wielkopolski) | 3.582     |
| MKP Kotwica Kołobrzeg        | Kołobrzeg    | Stadion Miejski                                | 3.014     |
| Pogoń Siedlce                | Siedlce      | Stadion ROSRRiT                                | 2.901     |
| Chrobry Głogów               | Głogów       | Chobry Stadion                                 | 2.817     |
| Znicz Pruszków               | Pruszków     | Znicz Pruszków-Stadion                         | 2.500     |

## Abschlusstabelle
| Pl. | Verein                       | Sp. | S  | U  | N  | Tore    | Diff. | Punkte |
| --- | ---------------------------- | --- | -- | -- | -- | ------- | ----- | ------ |
| 1.  | Arka Gdynia                  | 34  | 21 | 9  | 4  | 063:240 | +39   | 72     |
| 2.  | Bruk-Bet Termalica Nieciecza | 34  | 21 | 8  | 5  | 070:390 | +31   | 71     |
| 3.  | Wisła Płock                  | 34  | 18 | 10 | 6  | 058:380 | +20   | 64     |
| 4.  | Wisła Krakau                 | 34  | 18 | 8  | 8  | 063:320 | +31   | 62     |
| 5.  | Miedź Legnica                | 34  | 16 | 8  | 10 | 056:450 | +11   | 56     |
| 6.  | Polonia Warschau             | 34  | 16 | 8  | 10 | 046:370 | +9    | 56     |
| 7.  | GKS Tychy                    | 34  | 13 | 14 | 7  | 047:360 | +11   | 53     |
| 8.  | Znicz Pruszków               | 34  | 14 | 10 | 10 | 052:430 | +9    | 52     |
| 9.  | Górnik Łęczna                | 34  | 13 | 11 | 10 | 050:420 | +8    | 50     |
| 10. | Ruch Chorzów (A)             | 34  | 13 | 9  | 12 | 050:460 | +4    | 48     |
| 11. | ŁKS Łódź (A)                 | 34  | 13 | 8  | 13 | 050:410 | +9    | 47     |
| 12. | Stal Rzeszów                 | 34  | 9  | 8  | 17 | 042:590 | −17   | 35     |
| 13. | Chrobry Głogów               | 34  | 8  | 9  | 17 | 037:590 | −22   | 33     |
| 14. | Odra Opole                   | 34  | 7  | 9  | 18 | 031:610 | −30   | 30     |
| 15. | Pogoń Siedlce (N)            | 34  | 7  | 9  | 18 | 038:530 | −15   | 30     |
| 16. | MKP Kotwica Kołobrzeg (N)    | 34  | 6  | 11 | 17 | 029:550 | −26   | 29     |
| 17. | Warta Poznań (A)             | 34  | 6  | 6  | 22 | 022:560 | −34   | 24     |
| 18. | Stal Stalowa Wola (N)        | 34  | 4  | 11 | 19 | 027:650 | −38   | 23     |

Platzierungskriterien: 1. Punkte – 2. Direkter Vergleich (Punkte, Tordifferenz, geschossene Tore) – 3. Tordifferenz – 4. geschossene Tore

| (A) | Absteiger aus der Ekstraklasa 2023/24 |
| (N) | Aufsteiger aus der 2. Liga 2023/24    |

## Play-offs

### Halbfinale
| Datum      |              | Ergebnis |                  |
| ---------- | ------------ | -------- | ---------------- |
| 29.05.2025 | Wisła Płock  | 2:1      | Polonia Warschau |
| 29.05.2025 | Wisła Krakau | 0:1      | Miedź Legnica    |

### Finale
| Datum      |             | Ergebnis |               |
| ---------- | ----------- | -------- | ------------- |
| 01.06.2025 | Wisła Płock | 2:0      | Miedź Legnica |

## Torschützenliste
| Pl. | Name                | Mannschaft                   | Tore |
| --- | ------------------- | ---------------------------- | ---- |
| 01. | Ángel Rodado        | Wisła Krakau                 | 23   |
| 01. | Łukasz Zjawiński    | Polonia Warschau             | 23   |
| 03. | Daniel Stanclik     | Znicz Pruszków               | 16   |
| 04. | Przemysław Banaszak | Górnik Łęczna                | 15   |
| 04. | Kamil Zapolnik      | Bruk-Bet Termalica Nieciecza | 15   |
| 06. | Karol Czubak        | Arka Gdynia                  | 14   |
| 06. | Damian Warchoł      | Górnik Łęczna                | 14   |
| 08. | Szymon Sobczak      | Arka Gdynia                  | 13   |
| 09. | Daniel Szczepan     | Ruch Chorzów                 | 12   |